# Andraševa avenija
Andraševa avenija (mađarski: Andrássy út) je slikoviti bulevar u Budimpešti iz 1872. godine. Ona povezuje Elizabetin trg s Gradskim parkom, a ispunjena je veličanstvenim neo-renesansnim vilama i kućama, te monumentalnim trgovima i alejama. Andraševa avenija s Trgom heroja (Hősök tere), obala Dunava, Budimski dvorac i Milenijska podzemna željeznica (najstarija u Europi), UNESCO-ova su svjetska baština u Budimpešti.

## Povijest
God. 1872., kako bi se preusmjerio promet s preopterećene ulice Király utca, te kako bi se grad povezao s Gradskim parkom, započelo se s izgradnjom Andraševe avenije koja je dovršena na mađarski dan neovisnosti 20. kolovoza 1876. godine. U njenom dizajnu surađivali su tri osobe: Lajos Lechner, Frigyes Feszl i Klein & Fraser, a palače i vile su djelo tada najprestižnijih arhitekata koje je vodio Miklós Ybl. One su većinom bile dovršene oko 1884. godine, a avenija je dobila ime sljedeće 1885. godine po vodećem organizatoru njene izvedbe, premijeru Gyula Andrássyju.
Podzemna željeznica Budimpešte, prva podzemna željeznica na europskom kopnu (poslije Londonske na otoku), je predložena 1870., a njena izgradnja je otopočela 1894. godine. Izgrađena je cijelom duljinom Andraševe avenije 1896. godine. Tako se moglo prometovati ispod zemlje sve do Városligeta koji je bio mjesto održavanja Milenijskog festivala mađarske državnosti.
Kao svjedočanstvo burnih promjena u poslijeratnoj Mađarskoj, Andraševa avenija je samo 1950-ih tri puta mijenjala svoje ime. God. 1950. nazvana je Staljinovom avenijom (Sztálin út), tijekom Mađarske revolucije 1956. kratko je prozvana Bulevarom republike (Népköztársaság út), a 1990. godine vraćeno joj je izvorno ime.

## Dijelovi
Andraševa avenija se sastoji od četiri glavna dijela:
- Od Elizabetinog trga do Oktogona gdje se križa s Velikim bulevarom (Nagykörút) je većinom ispunjena trgovinama.
- Od Oktogona do Kodály körönd je proširena alejom u kojoj se nalaze stambene zone i Sveučilište u Budimpešti.
- Od Kodály körönd do Bajza utca je još više proširena sa stambenim palačama koje imaju male vrtove ispred pročelja. Tu se nalazi i Mađarska državna opera.
- Od Bajza utca do Városligeta, pored stambenih palača nalazi se i nekoliko veleposlanstava, glazbena akademija Franz Liszt i Kuća straha,  muzej diktature fašizma i komunizma u Mađarskoj. Trg heroja u Budimpešti je veličanstveni kraj avenije i monumentalni ulaz u Gradski park.

- Mađarska državna opera
- Glazbena akademija Franz Liszt
- Klizalište Városliget

## Vanjske poveznice
- Budapest Tourism Office on Andrássy Avenue